# Protestantyzm w Angoli
Protestantyzm w Angoli bierze swoje początki w XIX wieku. Protestanccy misjonarze budowali kościoły, szkoły, szpitale, zainwestowali m.in. w rolnictwo, hodowlę, górnictwo i szkolenie nauczycieli i pielęgniarek. Jednym z pierwszych protestanckich kościołów przybyłym w 1880 roku do Angoli był Ewangelicki Kościół Kongregacjonalny (ECCA). Według różnych badań w 2010 roku protestantyzm wyznawało 27–31% ludności, to jest ponad 5 milionów spośród 19 milionowej populacji.

## Statystyki
Według Operation World protestantyzm wyznaje 27,2% ludności (razem z niezależnymi kościołami 29,9%). Największe wyznania stanowią: ruch zielonoświątkowy (12,4%), kalwinizm (5,3%), adwentyzm (3,1%), baptyzm (2,5%) i bracia plymuccy (2,4%). Szeroko pojęty ruch charyzmatyczny obejmuje 25,3% populacji.
Największe kościoły protestanckie w kraju, w 2010 roku, według Operation World:
| Kościół                                                  | Liczba członków | Liczba wiernych | Procent ludności |
| -------------------------------------------------------- | --------------- | --------------- | ---------------- |
| Zbory Boże                                               | 570 571         | 1 900 000       | 10%              |
| Kościół Ewangelicko-Kongregacjonalny (kongregacjonalizm) | 382 609         | 880 000         | 4,6%             |
| Kościół Adwentystów Dnia Siódmego                        | 350 000         | 595 000         | 3,1%             |
| Bracia plymuccy                                          | 202 703         | 450 000         | 2,4%             |
| Kościół Ewangeliczno-Baptystyczny                        | 123 404         | 290 000         | 1,5%             |
| Kościół Boży                                             | 105 000         | 241 500         | 1,3%             |
| Kościół Ewangeliczny z Południowo-Zachodniej Angoli      | 59 406          | 180 000         | 0,95%            |
| Afrykański Kościół Apostolski                            | 52 000          | 130 000         | 0,68%            |
| Kościół Anglikański                                      | 60 000          | 120 000         | 0,63%            |
| Kościół Ewangelicko-Reformowany                          | 48 000          | 120 000         | 0,63%            |
| Konwencja Baptystyczna                                   | 55 000          | 110 000         | 0,58%            |

Oprócz wyżej wymienionych ważniejsze wspólnoty stanowią Church of Our Lord Jesus Christ on Earth, Kościół Powszechny Królestwa Bożego i Zjednoczony Kościół Metodystyczny.